# U.S. Route 60
U.S. Route 60 (ou U.S. Highway 60) é uma autoestrada dos Estados Unidos.
Faz a ligação do Oeste para o Este. A U.S. Route 60 foi construída em 1926 e tem 2 670 milhas (4 300 km).

## Principais ligações
Autoestrada 17/Autoestrada 10 em Phoenix

 Autoestrada 25 em Socorro

 Autoestrada 27 perto de Amarillo

 US 81 em Enid

 Autoestrada 24 em Paducah

 Autoestrada 65 em Louisville

 Autoestrada 95 em Virginia Beach